# 3469-es busz
A 3469-es jelzésű regionális autóbuszvonal Eger és Egerszólát között húzódik, amelyet a MÁV Személyszállítási Zrt. üzemeltet.

## Útvonala
Az autóbuszvonal Heves vármegye megyeszékhelyét és a tőle 10 kilométerre fekvő zsákfalvat, Egert és Egerszólátot köti össze.
Az autóbuszjáratok egyetlen reggeli többletjáratot kivéve minden állomáson és megállóhelyen megállnak. Az egri Barkóczy utcai buszpályaudvarról Hatvanihóstyára jutnak, ahonnan az Egerszalókra vezető közúton közlekednek, majd a 24 128-as mellékúton érik el Egerszólátot, aminek a központjánál végállomásoznak.

## Közlekedése

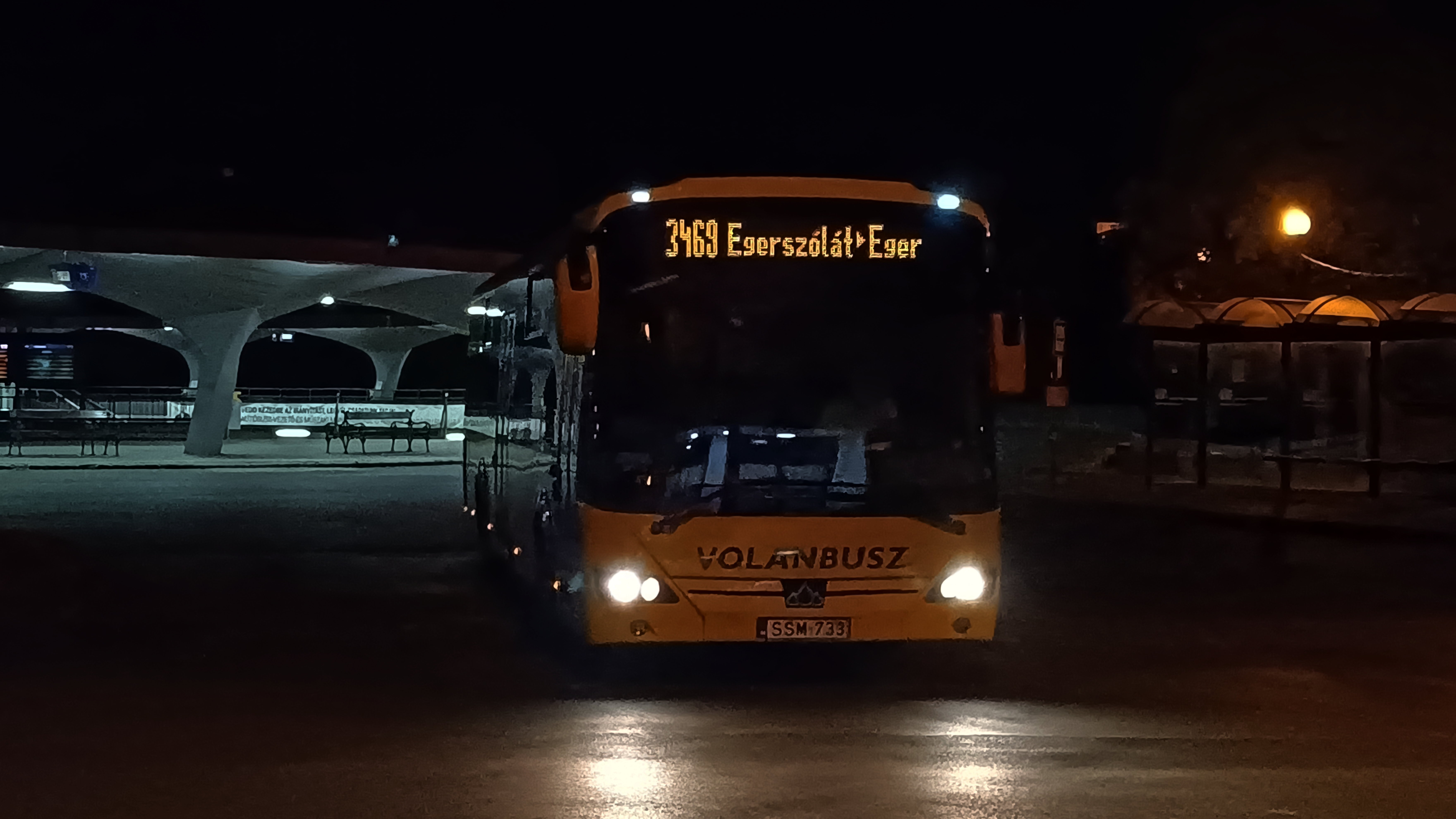
Utolsó járat indul Egerből

Az autóbuszjáratok a hét minden napján közlekednek, hétköznaponta nagyjából 1-2 órás ütemben, hétvégente alig az egyes napszakokban.
A 3469-es buszok a településre egyedülálló tömegközlekedést biztosítanak, hiszen Egerszólát oly messze található más falutól, hogy nem gazdaságos betérni más irányba közlekedő járatnak. Egy időben pár járat Egerszalókon át közlekedett és az Egerszalóki-víztározónál csatlakozott vissza az eredeti vonalvezetésbe.
| Viszonylat                        | Indításszám     | Közlekedési rend          |
| --------------------------------- | --------------- | ------------------------- |
| Eger, aut. áll. – Egerszólát, kh. | 16 pár          | tanítási naponta          |
| Eger, aut. áll. – Egerszólát, kh. | 15 pár          | tanszünetben munkanaponta |
| Eger, aut. áll. – Egerszólát, kh. | 8 oda, 7 vissza | szabadnaponta             |
| Eger, aut. áll. – Egerszólát, kh. | 4 pár           | munkaszüneti naponta      |

### Járművek
Az autóbuszvonalon kizárólag szóló autóbuszok közlekednek, melyek legtöbbje Credo típusú jármű. Ez régebbi (EC 11, EC 12, IC 12) és újabb (Econell 12) szériákat is takar, de megjelennek az Irisbus kocsijai, valamint vegyesen Classic Ikarusok és a Mercedes-Benz Intourok második verziója is.

## Megállóhelyei
| 0                                                     | Eger, autóbusz-állomás végállomás | 0.0 km  | 2, 2A, 4, 5, 5A, 6, 7, 7A, 11, 12, 14, 14E, 16, 17, 112, 914 1049, 1050, 1051, 1053, 1054, 1343, 1344, 1346, 1347, 1348, 1349, 1351, 1352, 1362, 1380, 1383, 1426, 1427, 1428, 1447, 1466, 1468, 1517 3400, 3402, 3403, 3405, 3406, 3407, 3408, 3409, 3410, 3411, 3412, 3414, 3415, 3416, 3417, 3418, 3419, 3420, 3423, 3424, 3426, 3430, 3431, 3432, 3433, 3434, 3435, 3440, 3441, 3442, 3443, 3444, 3445, 3446, 3448, 3450, 3455, 3456, 3457, 3458, 3462, 3470, 3471, 3472, 3473, 3474, 3476, 3479, 3480, 3481, 3482, 3483, 3484, 3488, 3604, 3660, 3667, 4012, 4014, 4015, 4157 |
| A megállóban munkanapokon 1 járat nem tesz megállást. |                                   |         | |
| 1                                                     | Eger, Koháry út                   | 1.4 km  | 13, 113 1049 3407, 3441, 3450, 3454, 3455, 3456, 3457, 3458, 3462, 3660 |
| ∫                                                     | Eger, Egerszalóki út (↑)          | ∫       | 3450, 3454, 3455 |
| 2                                                     | Eger, egerszóláti elágazás        | 3.7 km  | 1049 3450, 3454, 3455, 3456, 3457, 3458, 3462, 3660 |
| 3                                                     | Eger, Rózsás dűlő                 | 4.4 km  | 3454 |
| 4                                                     | Egerszalók, víztározó             | 6.4 km  | 3454 |
| 5                                                     | Egerszólát, tanya                 | 10.3 km | |
| 6                                                     | Egerszólát, községháza végállomás | 11.6 km | |